# George Montgomerie, XV conte di Eglinton
George Arnulph Montgomerie, XV conte di Eglinton e III conte di Winton (23 febbraio 1848 – 10 agosto 1919), è stato un nobile scozzese.

## Biografia
Era il suo figlio di Archibald Montgomerie, XIII conte di Eglinton, e della sua prima moglie, Theresa Newcomen.

## Carriera
Raggiunse il grado di tenente del Grenadier Guards e ricoprì la carica di Lord luogotenente dell'Ayrshire. Nel 1892 succedette al fratello alla contea, diventando conte di Eglinton e di Winton, pari di Scozia e del Regno Unito, ottenendo quindi il diritto di sedere nella Camera dei Lord.

## Matrimonio
Sposò, il 13 novembre 1873, Janet Cuninghame (?-6 ottobre 1923), figlia di Boyd Alexander Cuninghame. Ebbero cinque figli:
- Lady Georgiana Theresa Montgomerie (?-21 agosto 1938)
- Lady Edith Mary Montgomerie (?-8 settembre 1947)
- Archibald Montgomerie, XVI conte di Eglinton (23 giugno 1880-22 aprile 1945);
- William Alexander Montgomerie (29 ottobre 1881-9 maggio 1903)
- Francis Cuninghame Montgomerie (25 gennaio 1887-16 marzo 1950)

## Morte
Morì il 10 agosto 1919.